# Rodrigo Ābols
Rodrigo Ābols (* 5. ledna 1996, Riga) je lotyšský hokejový útočník hrající za tým Rögle BK ve švédské Svenska hockeyligan. Ābolse si vybral v roce 2016 v draftu NHL Vancouver Canucks v sedmém kole jako 184. hráče v celkovém pořadí.

## Hráčská kariéra
V sezóně 2014/15 působil v Dinamu Riga v Kontinentální hokejové lize (KHL) a v HK Riga v Mládežnícké hokejové lize (MHL). V KHL debutoval 27. prosince 2014 v dresu Rigy, kterou trénoval jeho otec Artis Ābols.
V sezóně 2015/16 se Ābols připojil k týmu Portland Winterhawks ve Western Hockey League (WHL). V 62 zápasech zaznamenal 20 gólů a 49 bodů. Během draftu NHL v roce 2016 byl Ābols vybrán v sedmém kole jako 184. hráč v celkovém pořadí týmem Vancouver Canucks. Sezónu 2016/17 rozdělil Ābols mezi týmy Winterhawks a Acadie–Bathurst Titan v Quebec Major Junior Hockey League.
V sezóně 2017/18 působil v týmu Örebro HK ve švédské hokejové lize (SHL). Během svého hostování hrál také za BIK Karlskoga v HockeyAllsvenskan. Po vypršení práv od Canucks pokračoval v sezóně 2018/19 v Örebro HK, kde zvýšil svou produktivitu, když ve 45 zápasech vstřelil 18 gólů a zaznamenal 26 bodů.
28. května 2019 podepsal Ābols s klub Florida Panthers dvouletý nováčkovský kontrakt.
Druhou sezónu pod smlouvou s Panthers, se Ābols vrátil do Švédska, aby zahájil sezónu 2020/21 jako hostující hráč ve svém bývalém klubu Örebro HK. Do SHL se vrátil s tím, že severoamerická sezóna byla kvůli pandemii covidu-19 odložena až na polovinu listopadu. 13. ledna 2021 byl Floridou Ābols propuštěn.

## Reprezentace
Ābols se v roce 2013 zúčastnil mistrovství světa juniorů v ledním hokeji jako člen lotyšské juniorské reprezentace. Svůj debut na seniorské mezinárodní scéně si odbyl na mistrovství světa 2015 v Praze.

## Statistiky

### Klubové statistiky
| Sezóna      | Klub                     | Soutěž      |     | Základní část | Základní část | Základní část | Základní část | Základní část |    | Play off | Play off | Play off | Play off | Play off |
| Sezóna      | Klub                     | Soutěž      | Z   | G             | A             | B             | TM            | Z             | G  | A        | B        | TM       |          |          |
| 2012/13     | SK Rīga 17               | LHL         | 14  | 10            | 13            | 23            | 6             | —             | —  | —        | —        | —        |          |          |
| 2013/14     | HK Rīga                  | MHL         | 44  | 7             | 9             | 16            | 34            | 10            | 1  | 0        | 1        | 12       |          |          |
| 2013/14     | HK Rīga                  | LHL         | 1   | 1             | 3             | 4             | 0             | —             | —  | —        | —        | —        |          |          |
| 2014/15     | HK Rīga                  | MHL         | 35  | 20            | 18            | 38            | 61            | 3             | 0  | 1        | 1        | 2        |          |          |
| 2014/15     | Dinamo Riga              | KHL         | 14  | 1             | 4             | 5             | 4             | —             | —  | —        | —        | —        |          |          |
| 2015/16     | Portland Winterhawks     | WHL         | 62  | 20            | 29            | 49            | 42            | 4             | 0  | 1        | 1        | 4        |          |          |
| 2016/17     | Portland Winterhawks     | WHL         | 2   | 0             | 1             | 1             | 7             | —             | —  | —        | —        | —        |          |          |
| 2016/17     | Acadie–Bathurst Titan    | WHL         | 52  | 18            | 32            | 50            | 43            | 11            | 5  | 6        | 11       | 12       |          |          |
| 2017/18     | Örebro HK                | SHL         | 26  | 0             | 1             | 1             | 6             | —             | —  | —        | —        | —        |          |          |
| 2017/18     | BIK Karlskoga            | Allsv       | 18  | 7             | 10            | 17            | 20            | —             | —  | —        | —        | —        |          |          |
| 2018/19     | Örebro HK                | SHL         | 45  | 18            | 8             | 26            | 20            | 2             | 0  | 1        | 1        | 0        |          |          |
| 2019/20     | Springfield Thunderbirds | AHL         | 36  | 7             | 16            | 23            | 15            | —             | —  | —        | —        | —        |          |          |
| 2019/20     | Greenville Swamp Rabbits | ECHL        | 4   | 3             | 1             | 4             | 4             | —             | —  | —        | —        | —        |          |          |
| 2020/21     | Örebro HK                | SHL         | 47  | 20            | 15            | 35            | 16            | 9             | 3  | 7        | 10       | 2        |          |          |
| 2021/22     | Örebro HK                | SHL         | 47  | 14            | 20            | 34            | 6             | 8             | 7  | 3        | 10       | 0        |          |          |
| 2022/23     | Örebro HK                | SHL         | 51  | 19            | 22            | 41            | 12            | 13            | 0  | 6        | 6        | 2        |          |          |
| 2023/24     | Rögle BK                 | SHL         | 50  | 14            | 12            | 26            | 10            | 15            | 5  | 7        | 12       | 2        |          |          |
| SHL celkově | SHL celkově              | SHL celkově | 266 | 85            | 78            | 163           | 70            | 47            | 15 | 24       | 39       | 6        |          |          |

### Reprezentace
| Rok                       | Tým                       | Soutěž                    | Z  | G  | A  | B  | TM |
| ------------------------- | ------------------------- | ------------------------- | -- | -- | -- | -- | -- |
| 2014                      | Lotyšsko                  | MS-20 D1A                 | 5  | 3  | 2  | 5  | 2  |
| 2014                      | Lotyšsko                  | MS-18 D1A                 | 5  | 1  | 3  | 4  | 2  |
| 2015                      | Lotyšsko                  | MS-20 D1A                 | 5  | 2  | 2  | 4  | 2  |
| 2015                      | Lotyšsko                  | MS                        | 7  | 0  | 0  | 0  | 0  |
| 2016                      | Lotyšsko                  | MS-20 D1A                 | 5  | 4  | 1  | 5  | 0  |
| 2016                      | Lotyšsko                  | MS                        | 7  | 0  | 1  | 1  | 0  |
| 2016                      | Lotyšsko                  | OHK                       | 3  | 1  | 2  | 3  | 0  |
| 2018                      | Lotyšsko                  | MS                        | 8  | 1  | 4  | 5  | 4  |
| 2019                      | Lotyšsko                  | MS                        | 2  | 1  | 0  | 1  | 0  |
| 2021                      | Lotyšsko                  | MS                        | 7  | 1  | 1  | 2  | 2  |
| 2021                      | Lotyšsko                  | OHK                       | 3  | 3  | 1  | 4  | 0  |
| 2022                      | Lotyšsko                  | OH                        | 4  | 1  | 1  | 2  | 2  |
| 2022                      | Lotyšsko                  | MS                        | 7  | 1  | 1  | 2  | 4  |
| 2023                      | Lotyšsko                  | MS                        | 10 | 5  | 2  | 7  | 4  |
| Juniorská kariéra celkově | Juniorská kariéra celkově | Juniorská kariéra celkově | 20 | 10 | 8  | 18 | 6  |
| Seniorská kariéra celkově | Seniorská kariéra celkově | Seniorská kariéra celkově | 58 | 14 | 13 | 27 | 16 |